# Volker Thomas
Volker Ernst Gerhard Thomas (* 2. November 1958 in Südlohn) ist ein Generalmajor a. D. des Heeres der Bundeswehr. Er war zuletzt vom 14. Januar 2016 bis 25. März 2021 Kommandeur des Logistikkommandos der Bundeswehr in Erfurt.

## Militärische Laufbahn

### Ausbildung und erste Verwendungen
Volker Thomas trat 1978 im nordrhein-westfälischen Rheine als Zeitsoldat und Offizieranwärter beim Transportbataillon 170  in die Bundeswehr ein. Hier und an der Schule Technische Truppen II in Bremen-Grohn sammelte er seine ersten Erfahrungen in der Logistik der Bundeswehr. Von 1979 bis 1982 absolvierte Thomas das Studium der Wirtschafts- und Organisationswissenschaften an der Universität der Bundeswehr in Hamburg. Sein Studium schloss er als Diplom-Kaufmann ab. Seine ersten Verwendungen als Offizier führten ihn von 1983 bis 1987 als Nachschuboffizier ins Nachschubbataillon 5 nach Wetzlar und Gießen sowie von 1987 bis 1988 zum Nachschubbataillon 11 nach Delmenhorst. Von 1988 bis 1989 kehrte Thomas als Hörsaalleiter an die Schule Technische Truppen II in Bremen-Grohn zurück.
Im Jahr 1989 wurde Thomas im Nachschubbataillon 110 in Rheine Kompaniechef, bis er 1990 zur Teilnahme am Generalstabslehrgang an der Führungsakademie der Bundeswehr in Hamburg ausgewählt wurde. Seine Ausbildung in Hamburg endete 1992.

### Dienst als Stabsoffizier
Von 1992 bis 1993 war Thomas als G2 Stabsoffizier der 11. Panzergrenadierdivision in Oldenburg eingesetzt. Hiernach schloss sich von 1993 bis 1995 die Zeit als Referent im Bundesministerium der Verteidigung beim Fü H V in Bonn an.
Seine erste Verwendung im Ausland war von 1996 bis 1998 als Staff Officer Plans im deutschen Anteil Supreme Headquarters Allied Powers Europe (SHAPE) in Mons, Belgien. Hiernach kam Thomas wieder nach Deutschland und wurde von 1998 bis 2000 Bataillonskommandeur des Transportbataillon 11 in Dörverden. Nach seiner Verwendung als Kommandeur schlossen sich von 2003 bis 2010 wieder mehrere Verwendungen im Bundesministerium der Verteidigung an. In dieser Zeit war er Referent im  Führungszentrum der Bundeswehr (FüZBw), Stabsoffizier 1 beim Chef des Stabes des Führungsstab der Streitkräfte (Fü S) sowie Referatsleiter im Führungsstab des Heeres (Fü H II 3) in Bonn.

### Dienst als General
Im Zeitraum von 2010 bis 30. Juni 2014 war Thomas letzter Brigadekommandeur der Logistikbrigade 1 in Delmenhorst, welche er am 1. April 2014 mit einem feierlichen Appell außer Dienst stellte. An diese Zeit schloss sich von 2014 bis 2015 die Zeit als Beauftragter des Inspekteur der Streitkräftebasis für Unterbringung im Einsatz und Instandsetzungsprozess Inland im Kommando Streitkräftebasis (Kdo SKB) in Bonn an. Im Kdo SKB übernahm Thomas am 1. Oktober 2015 dann ebenfalls interimsweise den Dienstposten des Chef des Stabes.
Am 14. Januar 2016 wurde ihm vom Inspekteur der Streitkräftebasis, Generalleutnant Martin Schelleis, das Kommando über das Logistikkommando der Bundeswehr in Erfurt übertragen. Dieses Amt führte er bis zu seiner zur Ruhesetzung aus. Am 25. März 2021 übergab er, wiederum im Beisein des Inspekteurs der Streitkräftebasis Generalleutnant Martin Schelleis, das Kommando an seinen Nachfolger Brigadegeneral Gerald Funke.

## Auszeichnungen
- Ehrenkreuz der Bundeswehr in Silber und Gold
- Einsatzmedaille der Bundeswehr (ISAF)
- NATO-Medaille ISAF
- NATO-Medaille SFOR

## Privates
Thomas ist verheiratet und hat zwei Kinder.